# Raión de Dóbrush
Dóbrush (en bielorruso: Добрушскі раён) es un raión o distrito de Bielorrusia, en la provincia (óblast) de Gómel. Su capital es Dóbrush.
Comprende una superficie de 1447 km².

## Demografía
Según estimación 2010 contaba con una población total de 40632 habitantes.

## Subdivisiones
Comprende la ciudad subdistrital de Dóbrush (la capital), el asentamiento de tipo urbano de Tserajouka y los siguientes trece consejos rurales:
- Barshchouka
- Zhhun
- Ivaki
- Karmá
- Kruhavets-Kalínina
- Krúpets
- Kuzmínichy
- Lénina
- Nasóvichy
- Perarost
- Rasvet
- Usójskaya Buda
- Uts